# Kejawan (Grujugan)
Kejawan is een bestuurslaag in het regentschap Bondowoso van de provincie Oost-Java, Indonesië. Kejawan telt 2901 inwoners (volkstelling 2010).